# Camarilla de Fengtian
La Camarilla de Fengtian (en chino, 奉系; pinyin, Feng Xi) fue una de las diversas camarillas o facciones político-militares hostiles entre sí que surgieron de la camarilla de Beiyang en la época de los caudillos militares a comienzos del periodo republicano.  

## Orígenes

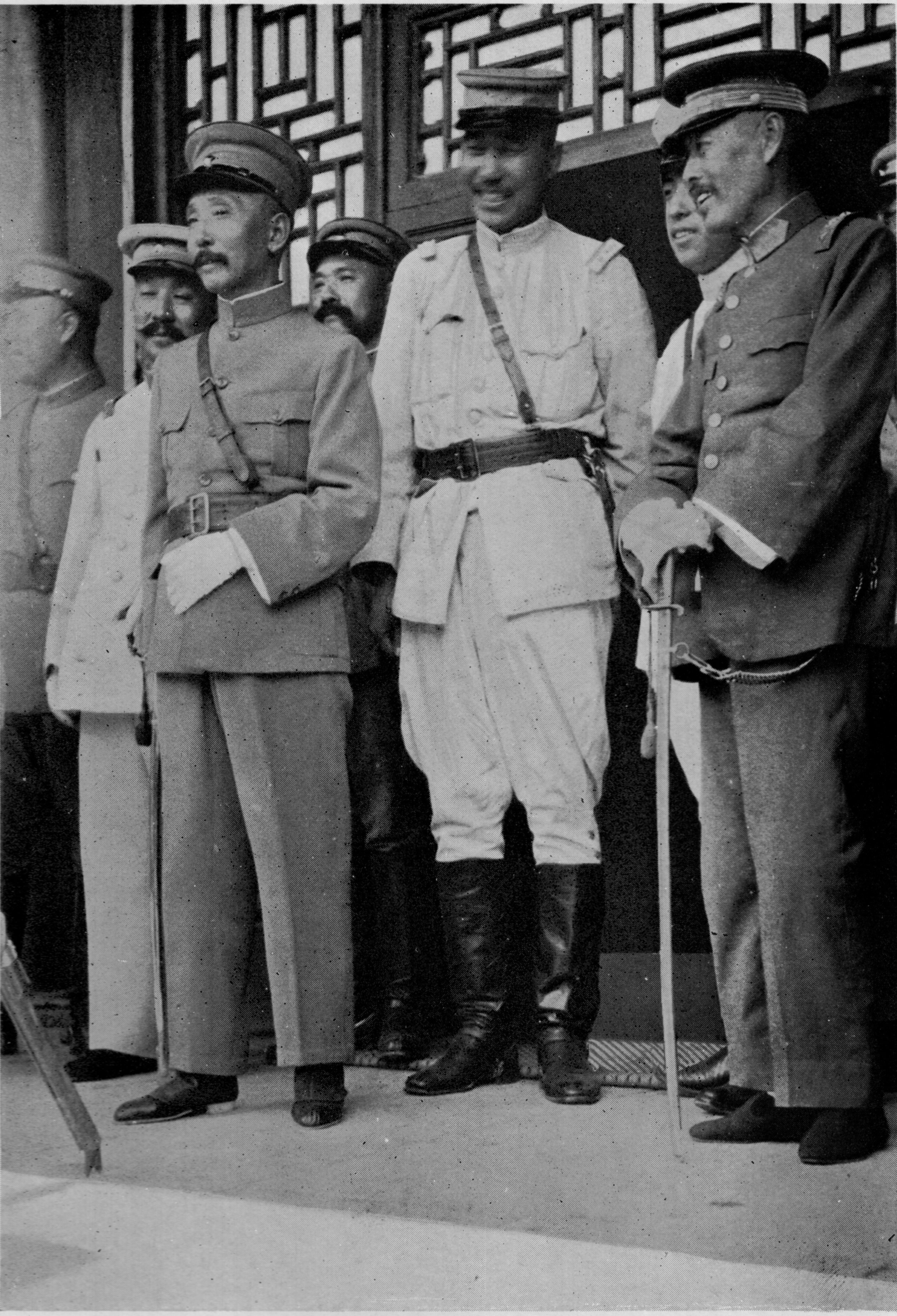
Reunión de vencedores en Pekín en junio de 1926:a la izquierda Zhang Zuolin, a la derecha Wu Peifu, en el centro entre los dos Zhang Zongchang, que controlaba Shandong. Tras Wu se vislumbra al hijo y sucesor de Zhang Zoulin,, Zhang Xueliang.

Recibió su nombre de la provincia de Fengtian (actualmente Liaoning) y la fundó Zhang Zuolin.
Tomó parte en las sucesivas guerras entre los caudillos militares de la década de 1920, con suerte diversa. Derrotada en la primera guerra Zhili-Fengtian (1922), hubo de ceder el control de la capital a la rival camarilla de Zhili. En la segunda guerra Zhili-Fengtian (1924), logró derrotar a los de Zhili gracias a una amplia coalición y a la traición de Feng Yuxiang, que desbarató la estrategia de Wu Peifu, caudillo de Zhili.
Más tarde pudo deshacerse de Feng Yuxiang gracias a la colaboración de Wu Peifu, que había logrado reunir en torno a sí a los caciques menores de la camarilla de Zhili del sur del país.
El poder de la camarilla de Fengtian comenzó a menguar durante la Expedición del Norte del Guomindang (Wade-Giles, Kuomintang). Durante su retirada hacia el norte en 1928 el tren en que viajaba Zhang Zuolin fue volado por oficiales japoneses, que anteriormente habían sido su mayor apoyo, muriendo en el atentado. Tras el atentado le sucedió a la cabeza de la camarilla su hijo Zhang Xueliang. Descartando la política projaponesa de su padre, Zhang Xueliang traspasó su lealtad al nuevo gobierno nacionalista de Jiang Jieshi (Wade-Giles, Chiang Kai-Shek).

## El Ejército Fengtian

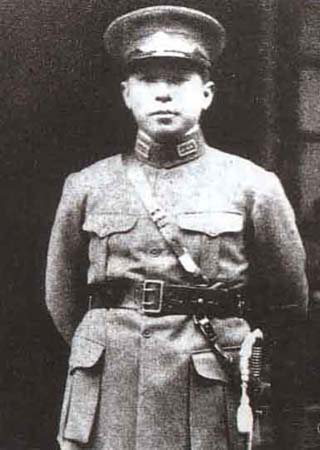
Zhang Xueliang, hijo de Zhang Zuolin y heredero suyo al frente de la camarilla, aceptó el gobierno de Jiang Jieshi pero pronto perdió el poder en Manchuria ante el avance japonés.

El Ejército Fengtian, llamado así por la provincia natal de su fundador y dirigente durante gran parte de la década de 1920 Zhang Zuolin, Fengtian (奉天), llamada Liaoning (辽宁) hoy en día.
El ejército de Zhang Zuolin fue uno de los más modernos de entre los de los caudillos militares, empleando la tecnología que muchos rivales no tenían. Esta incluyó el tanque francés Renault FT-17 y una numerosa fuerza aérea de alrededor de cien aviones, incluyendo catorce bombarderos ligeros Breguet y quince cazas de la misma casa. El hijo de Zhang y heredero a su muerte dirigió la fuerza aérea de la camarilla. Durante su estancia en Japón había mostrado gran interés en estas nuevas armas. Aparte de estas unidades más modernas, el ejército de Zhang Zuolin no era muy diferente de otros ejércitos de caciques militares de la época.
Junto a las tropas chinas el ejército de Fengtian empleó a muchos voluntarios rusos blancos en su ejército, como la unidad de lanceros de Mukden.

## Comandantes de Fengtian
- Zhang Zuolin: caudillo y fundador de la camarilla de Fengtian
- Zhang Xueliang: heredero de Zhang Zuolin, el comandante de la Fuerza Aérea Fengtian
- Zhang Zongchang: gobernador de Shandong
- Wu Junsheng: comandante de Caballería Fengtian
- Guo Songling : desertó a Guominjun